# Trifonic
Trifonic — це дует братів Брайана і Лоренса Тріфон (Brian Trifon , Laurence Trifon) із Сан-Франциско, США.

## Дискографія

### Студійні альбоми
| Рік  | Альбом     |
| ---- | ---------- |
| 2008 | Emergence  |
| 2012 | Ninth Wave |

### Синглитаміні-альбоми
- Remergence EP (2008)
- Growing Distance EP (2009)